# Capu Câmpului (gmina)
Capu Câmpului – gmina w Rumunii, w okręgu Suczawa. Obejmuje tylko jedną miejscowość Capu Câmpului. W 2011 roku liczyła 2214 mieszkańców.